# Dvärghättemossa
Dvärghättemossa (Orthotrichum pumilum) är en bladmossart som beskrevs av Swartz 1801. Dvärghättemossa ingår i släktet hättemossor, och familjen Orthotrichaceae. Arten är reproducerande i Sverige. Inga underarter finns listade i Catalogue of Life.